# Traipu
Traipu est une municipalité brésilienne dans l'État de l'Alagoas.